# NGC 4050
NGC 4050 este o intermediate spiral galaxy⁠(d) situată în constelația Corbul. A fost descoperită în 31 decembrie 1785 de către William Herschel. Se află la o distanță de 28,44 de megaparseci de Pământ.